# Élections législatives italiennes de 1921
Les élections législatives italiennes de 1921 (en italien : Elezioni politiche italiane del 1921) ont lieu le 15 mai 1921.

## Partis et chefs de file
| Parti | Parti                                 | Idéologie                                     | Chef de file             |
| ----- | ------------------------------------- | --------------------------------------------- | ------------------------ |
|       | Parti socialiste italien (PSI)        | Socialisme, Socialisme révolutionnaire        | Giovanni Bacci           |
|       | Parti populaire italien (PPI)         | Démocratie chrétienne, Popularisme            | Luigi Sturzo             |
|       | Blocs nationaux (BN)                  | Nationalisme italien, Critiques du socialisme | Giovanni Giolitti        |
|       | Parti libéral-démocrate (PLD)         | Libéralisme, Radicalisme                      | Francesco Saverio Nitti  |
|       | Parti libéral italien (PLI)           | Libéralisme, Centrisme                        | Luigi Facta              |
|       | Parti social-démocrate italien (PDSI) | Social-libéralisme                            | Giovanni Antonio Colonna |
|       | Parti communiste d'Italie (PCdI)      | Communisme, Marxisme-léninisme                | Amadeo Bordiga           |
|       | Parti républicain italien (PRI)       | Républicanisme, Radicalisme                   | Eugenio Chiesa           |
|       | Parti réformiste démocratique (PDR)   | Réformisme, Social-démocratie                 | Plusieurs                |
|       | Parti des combattants (PdC)           | Nationalisme italien, Ancien combattant       | Plusieurs                |

## Résultats
| Parti                               | Parti                                | Voix       | %     | Sièges | +/-        |
| ----------------------------------- | ------------------------------------ | ---------- | ----- | ------ | ---------- |
|                                     | Parti socialiste italien             | 1 631 435  | 24,69 | 123    | 33         |
|                                     | Parti populaire italien              | 1 347 305  | 20,39 | 108    | 8          |
|                                     | Blocs nationaux                      | 1 260 007  | 19,07 | 105    |            |
|                                     | Parti libéral-démocrate              | 684 855    | 10,36 | 68     | 28         |
|                                     | Parti libéral italien                | 470 605    | 7,12  | 43     | 2          |
|                                     | Parti social-démocrate italien       | 309 191    | 4,68  | 29     | 31         |
|                                     | Parti communiste d'Italie            | 304 719    | 4,61  | 15     |            |
|                                     | Parti républicain italien            | 124 924    | 1,89  | 6      | 3          |
|                                     | Parti réformiste démocratique        | 122 087    | 1,85  | 11     |            |
|                                     | Parti des combattants                | 113 839    | 1,72  | 10     | 10         |
|                                     | Liste des slaves et allemands        | 88 648     | 1,34  | 9      |            |
|                                     | Parti économique                     | 53 382     | 0,81  | 5      | 2          |
|                                     | Socialistes indépendants             | 37 892     | 0,57  | 1      | stagnation |
|                                     | Dissident du Parti populaire italien | 29 703     | 0,45  | 0      | stagnation |
|                                     | Faisceaux italiens de combat         | 29 549     | 0,45  | 2      |            |
| Votes invalides/blancs              | Votes invalides/blancs               | 93 355     |       |        |            |
| Total                               | Total                                | 6 701 496  | 100,0 | 535    | 27         |
| Électeurs enregistrés/participation | Électeurs enregistrés/participation  | 11 477 210 | 58,39 |        |            |